# Manuela Kozany
Manuela Kozany (* 1. Juli 1960) ist eine ehemalige deutsche Fußballspielerin, die mit zwei Vereinen aus dem Regionalverband West insgesamt elf Titel gewann.

## Karriere
Manuela Kozany, die hauptberuflich als Kaufmännische Angestellte tätig war, gehörte von 1981 bis 1985 der SSG 09 Bergisch Gladbach und von 1985 bis 1990 dem TSV Siegen als Stürmerin an. Mit der SSG 09 Bergisch Gladbach gewann sie fünf nationale Titel, darunter zweimal das Double. Mit der Einwechslung für Ingrid Gebauer in der 55. Minute im Endspiel um den nationalen Vereinspokal am 1. Mai 1982 im Frankfurter Waldstadion, hatte sie Anteil an ihrem ersten Titel beim 3:0-Sieg über den VfL Wittekind Wildeshausen, sowie mit der Einwechslung für Bettina Krug in der 48. Minute im Endspiel um die Deutsche Meisterschaft am 17. Juni 1982 im Bergisch Gladbacher Stadion An der Paffrather Straße beim 6:0-Sieg über den FC Bayern München an ihrem zweiten Titel.  
Ab 1985 kam sie in der Regionalliga West, der ersten verbandsübergreifenden Liga im deutschen Frauenfußball – bestehend aus den Verbänden Westfalen, Niederrhein und Mittelrhein – zum Einsatz. Außer am Saisonende 1987/88, schloss sie mit ihrer Mannschaft die Spielklasse als Meister ab und nahm mit ihr somit an der Endrunde um die Deutsche Meisterschaft teil. Doch nur am 28. Juni 1987 und am 24. Juni 1990 erreichte sie das Finale, das jeweils im Siegener Leimbachstadion ausgetragen wurde. Das erste wurde vor 6400 Zuschauern mit 2:1 gegen den FSV Frankfurt gewonnen, das zweite vor 3700 Zuschauern mit 3:0 gegen die SSG 09 Bergisch Gladbach. Die jeweils vier aufeinanderfolgenden Endspiele um den DFB-Pokal im Berliner Olympiastadion – als Vorspiel zum Männerfinale – wurden hingegen allesamt gewonnen.

## Erfolge
SSG 09 Bergisch Gladbach
- Deutscher Meister 1982, 1983, 1984
- DFB-Pokal-Sieger 1982, 1984

TSV Siegen
- Deutscher Meister 1987, 1990
- DFB-Pokal-Sieger 1986, 1987, 1988, 1989